# Трубы (деревня)
Тру́бы — деревня в Окуловском муниципальном районе Новгородской области, относится к Угловскому городскому поселению.

## Географическое положение
Деревня Трубы расположена на Валдайской возвышенности, в 10 км к востоку от посёлка Угловка, в 32 км к юго-востоку от города Окуловка.

## Население
| 2002 | 2004 | 2010 | 2011 |
| ---- | ---- | ---- | ---- |
| 4    | ↗6   | ↘0   | →0   |

## История
В XV—XVII вв. деревня Трубаха находилась в Пиросском погосте Деревской пятины Новгородской земли.
В середине XV века деревня Трубаха принадлежала знатным новгородцам Борису и Константину Микитиным. В 1480-е была собственностью великого князя Ивана III. В 1495 деревней владел окольничий великого князя Пётр Лобан Григорьевич Заболоцкий В середине XVI века деревней владели его дети и внуки.
В 1773—1927 деревня Трубы находилась в Боровичском уезде Новгородской губернии.
С начала XIX века до 1918 Трубы — в составе Рядовской волости Боровичского уезда.
Деревня Трубы отмечена на карте 1826—1840 годов.
В 1918—1921 деревня Трубы входила в Падалицкую волость Боровичского уезда. В 1921—1927 вернулась в Рядовскую волость.
В 1927—1954 деревня Трубы относилась к Больше-Крестовскому сельсовету. В 1954 вошла в состав Селищенского сельсовета. В 1965 году сельсовет был переименован в Званский. В 2005 года деревня Трубы вошла в состав Угловского городского поселения.
В настоящее время деревня заброшена и отключена  от электрической сети.
В самой деревне сохранились остатки мощеной главной улицы, а так же остатки каменной кладки от забора , окружавшего деревню. 
На окраине деревни находится церковь Успения Пресвятой Богородицы (1903 года постройки).
Рядом с деревней находится заповедный геологический объект: «Открытый» карст у д.Трубы».
Памятник природы «Открытый карст у деревни Трубы» создан в 1987 году на основании решения исполнительного комитета Окуловского районного Совета народных депутатов от 08.10.87 № 248 «Об отнесении природных достопримечательностей района к памятникам природы местного значения» и решения исполнительного комитета Новгородского областного Совета народных депутатов от 11.12.87 № 399 «Об отнесении природных объектов Чудовского, Боровичского и Окуловского районов к государственным памятникам природы местного значения". 
Перед деревней находится карьер по добыче известняка.

## Транспорт
Ближайшая ж/д станция «Селище» — в 8,5 км к юго-западу от деревни Трубы.